# Karel Stibor
Karel Stibor, född 5 november 1923 i Prag, död 8 november 1948 i Engelska kanalen, var en tjeckoslovakisk ishockeyspelare.
Han blev olympisk silvermedaljör i ishockey vid vinterspelen 1948 i Sankt Moritz.